# Fodbolddommerkonflikten i Danmark 2013
Fodbolddommerkonflikten i Danmark 2013 (11. marts 2013 - 5. april 2013) var en konflikt mellem Dansk Boldspil-Union (DBU) og Dansk Fodbolddommer-Union (DFU), der betød, at omkring 100.000 danske amatørfodboldkampe var i fare for at blive afviklet uden uddannede fodbolddommere. Konflikten startede den 11. marts 2013, da DBU ophævede en samarbejdsaftale med DFU som en konsekvens af DFU's krav om forhøjelse af godtgørelse og varsling om konflikt, hvis dette ikke blev indfriet. Samtidig med at DBU ophævede aftalen med DFU muliggjorde DBU, at fodbolddommerne kunne dømme som en del af DBU's organisation. Efter opsigelsen af aftalen meddelte DFU, at deres medlemmer ikke længere var til rådighed  til at dømme fodboldkampe fra Danmarksserien og nedefter.
Konflikten betød, at omkring 350.000 danske fodboldspillere potentielt stod uden uddannede fodbolddommere til de omkring 100.000 amatørfodboldkampe, der spilles i Danmark årligt.
Den 5. april 2013 afsluttedes konflikten, da DBU og DFU nåede til enighed om dommernes fremtid. Løsningen blev blandt andet et kompromis om godtgørelsen samt en række initiativer til at undgå fremtidige konflikter mellem organisationerne.

## Baggrund
Baggrunden for konflikten var, at SKAT i oktober 2012 hævede loftet for skattefri godtgørelse fra 200kr til 250kr. Efter denne ændring ville DFU genforhandle en tidligere aftale, der sikrede dommerne optil 200kr i skattefri godtgørelse for en kamp af 90 minutters varighed. De to organisationer kunne dog ikke komme til enighed, da DBU mente at DFU stillede urimelige ufravigelige krav, og DFU omvendt mente at DBU ønskede at nedsætte godtgørelsen. Herefter meddelte DFU at forhandlingerne var brugt sammen og varslede konflikt fra 1. april 2013, hvilket fik DBU til at afbryde samarbejdet med DFU.